# 狼と香辛料
『狼と香辛料』（おおかみとこうしんりょう）は、支倉凍砂による日本のライトノベル、および同ライトノベルを原作とする漫画・テレビアニメ・テレビゲーム・ラジオドラマなどのメディアミックス作品。ライトノベル版は文倉十がイラストを描き、電撃文庫（KADOKAWA）から刊行されている。

## 概要
本作は、2005年に行われた第12回電撃小説大賞の銀賞受賞作品であり、著者のデビュー作にあたる。狼の化身である少女と青年行商人の道中で起こる様々な事件を、軽妙洒脱な掛け合いをちりばめつつ描くファンタジー物語であり、中世ヨーロッパ的な世界での経済活動に争いの舞台を置く異色作である。
2007年9月には本作を原作としてコミカライズされ、2008年1月にはテレビアニメ化、同年6月にコンピューターゲーム化された。また、2007年12月から2008年4月、および2009年6月からは、隔週で本作をテーマとしたインターネットラジオの配信が行われた。詳細は#漫画、#テレビアニメ、#ゲーム、#インターネットラジオの各節を参照。
2011年7月発売の第17巻をもって完結したが、2016年9月の新シリーズ『新説 狼と香辛料 狼と羊皮紙』の刊行開始と同時に再開されている。
2018年7月には著者が企画およびシナリオを手がけるVRアニメ作品『狼と香辛料VR』の制作開始が発表され2019年に発売、さらに2019年8月29日には『狼と香辛料VR 2』の制作が発表された。詳細は#ゲームの当該項目を参照。
2024年3月には再TVアニメ化を記念して、原作1～17巻の文倉十による描き下ろしイラストを含む新カバー版が発売。また、新規描き下ろしイラストカバーによるコミカライズの愛蔵版も、A5判にサイズ変更の上発売された。
2024年11月より、小説第18巻からのコミカライズ『狼と香辛料 Spring Log』（作画：くがふたつ、制作：UNO STUDIO）と、現代日本に転移したホロとロレンスがグルメを味わうというスピンオフ漫画『狼と香辛料亭 グルメ探訪記』（作画：ムラセセラ）が、それぞれ『カドコミ』で連載されている。
2020年10月時点でシリーズ累計部数は500万部を突破している。

## あらすじ
旅の青年行商人クラフト・ロレンスは、商取引のために訪れたパスロエ村を後にした夜、荷馬車の覆いの下に眠る1人の密行者を見付ける。それは「ヨイツの賢狼」ホロと名乗る、狼の耳と尻尾を持つ少女であった。
ホロは遙か北の故郷「ヨイツ」を離れての放浪の中、パスロエ村の麦に宿った狼であった。ホロは神と呼ばれ、長年村の麦の豊作に尽くしていたが、農業技術の進歩によって、自分がないがしろにされるのを感じ、望郷の念を募らせていた。そしてついに収穫祭の日、通りかかった荷馬車の麦束に乗り移って村を脱出したのであった。
少女が狼の化身であることを知ったロレンスは、彼女を旅の供に迎えた。2人は行商の途中、様々な騒動に巻き込まれながら、ホロの故郷を目指して旅をすることになる。
なお、題名の由来は#制作背景のとおりだが、本作において「狼と香辛料」は主人公の2人を指しており、狼はホロ、香辛料はロレンスのことである。ロレンスを香辛料とするのは、ミローネ商会のマールハイト（第1巻に登場）が商売の節度を説くため、正教会が創作した戯曲の登場人物「肥え太った魂にたっぷりと香辛料のうまみを効かせた大金持ちの商人」を引き合いに出し、彼を大成する商人として褒めた言葉にちなんでいる。

## 舞台背景
本作で描かれるのは中世ヨーロッパを思わせる架空世界であり、ここでは超常的現象はいっさい生じないとされるが、唯一の例外が「知性を持つ獣」の存在で、彼らはその正体において同族をはるかに凌ぐ体躯を持つうえに長寿あるいは不死であり、人間へ化身することができる。
また、人間との間に子をなすこともできる。作中では、狼であるホロ以外に鳥・羊・鹿らが登場するが、教会などにとって信仰や迫害の対象となっている。彼らは人目に触れることを嫌い、迫害されることを恐れ、人間に姿を変えて人の世にまぎれるか人里から離れて暮らすため、人間の間ではその存在は伝説となりつつある。

## 登場人物
クラフト・ロレンス
声 - 福山潤（2008年版・2024年版とも）
本作の主人公。馬車で各地を巡りながら、様々な物品を売買する旅の行商人。20代後半の青年。パスロエ村でホロと出会い、ともに旅をする。
『このライトノベルがすごい!』男性キャラクター部門では2008年版・2009年版で共に9位を獲得している。
ホロ
声 - 小清水亜美（2008年版・2024年版とも）
本作のヒロイン。先の白い尻尾と立った獣耳を持つ美少女。正体は、何百年も歳を重ね、本来の姿は人間を丸呑みにできるほど巨大な狼で、「賢狼」を自称する。麦に宿り、その収量を左右する神秘的な力を持つ。長年住み慣れた土地を離れ、北の地にある故郷への帰還を望み、ロレンスとともに旅をする。
『このライトノベルがすごい!』女性キャラクター部門では2007年版で1位、2008年版で4位、2009年版で2位、2010年版で10位それぞれを獲得している。

## 設定・用語

### 貨幣
商売に用いられる貨幣には、金貨、銀貨、銅貨があり、それぞれにさらなる多くの種類がある。為替レートは、各貨幣の価値により変動する。同じ貨幣であっても摩耗具合や発行時期によって相場が変動する。新しい国ができては貨幣を発行し、地方権力者や教会もどんどん独自の貨幣を発行しているため、巷には何百種類もの貨幣が流通しており、地域によって信用のある価値の高い貨幣がいくつかある。
流通している種類こそ多いものの、旅人や商人が街から移動する過程で貨幣を持ち出してしまうため、どこも深刻な貨幣不足に悩まされている。

### 地理
モデルは14世紀頃の北ドイツ付近が中心となっている。
パスロエ
大昔ホロが村の青年に頼まれて以来、麦の生育を司っていた農村。毎年収穫の頃には、ホロを祭った収穫祭が開かれている。麦の一大産地として知られている。
ヨイツ
北にあるホロの故郷。大昔に、「月を狩る熊」という白く巨大で凶暴な熊の神に滅ぼされた、という話が残る。現在はトールキンと呼ばれている地方にあり、猟師や樵が滞在するために建てられた小屋が集まった小さな村がある。
ニョッヒラ
北にある温泉町。各国から王侯貴族もやって来る有名な温泉地で、ホロもヨイツにいるころは、よく湯に浸かりに行った。
リュビンハイゲン
教会が大きな力を持つ教会都市。教会の戦略的な物資補給拠点になっているため、武器や薬草など戦に必要な物資の需要が大きい。都市や周辺地域は聖堂参事会が治めている。
都市の名は、異教徒討伐のためこの地に砦を築き、異教の神々と戦って左腕を失った赤毛の聖人リュビンハイゲンに由来する。
レスコ
ローヌ川の支流に当たる、ロエフ川上流にある町。鉱山地帯を独占しているデバウ商会の本店があり、町は実質的にデバウ商会が取り仕切っている。主な住民は、植民のためにデバウ商会の手引きで南方から来た移民である。商人や職人が自由に活動することが推奨されており、それゆえに技量と才覚、資本さえあれば誰でも職に就けるため、腕のいい職人が数多く集まる。
トレニー王国
商業の発達した国。他国と同様、中央集権が進んでおらず、国王の権力はそれほど強くない。
ラオンディール公国
ミローネ商会の本店がある南方の商業国。
プロアニア王国
北方の王国。王族にも異教徒がいるため、錬金術師や自然学者のような教会が異端視するものに対しても比較的寛容である。
クメルスン
プロアニア王国の貴族によって、宗教に縛られない純粋な経済発展を願って作られた商業の盛んな町。このため宗教の束縛がゆるく、教会も存在せず布教は一切禁止されている。冬季にはラッドラ祭と呼ばれる盛大な祭と、営業時間を延長した大市が開催される。この町にもロレンスが所属するローエン商業組合の商館が存在する。
レノス
ローム川に面して作られた港町。上流に森と鉱山が存在するロエフ川とローム川の合流地点にあるため、交通と商業の要所となっている。遥か昔、ホロはこの町を訪れたことがあり、町の言い伝えでは「麦束尻尾のホロウ」と呼ばれていた。
五十人会議と呼ばれる職業組合、教会等の街の権力者による会議で街の方針を決める仕組みが存在する。
ケルーベ
ローム川の南北両岸にそれぞれ存在する町と、その間に横たわる三角州の町の総称。南岸には南方出身者が多く居住し、真ん中の三角州には商人向けの市場が存在し、貿易船の主な入港場所となっている。北岸には北方出身者が多く住み、市場は活気に満ちているが全体的にくたびれた建物が多い。
かつて南の商人達がやってきて北方との貿易拠点を作るため、三角州を買い上げて市場を作ることを提案したが、地主は土地を手放すと大損をすると思い込み独自に市場を建設し、それを商人に貸すという形式を主張した。しかし、市場建設の資金を商人たちから借りることになった結果、土地を失わずに済んだものの莫大な借金が残ったため、商人からの借地料と同じ程度の利子を払うことになり、北と南で対立する原因となった。

ウィンフィール王国
ローム川を下り、さらに海を渡った先にある島国。冬には大量の雪が降る北国だが、それ以外の季節には雨が多く降り、肥沃な牧草地が広がっている。畜産、特に牧羊と羊毛産業が盛ん。現在は小麦と葡萄酒以外の輸入が禁止され、この国を訪れる旅行者が減り、貨幣も混ぜ物が多いものに改鋳されたため、国内経済は不況に陥っている。
南の大帝国
国名は未登場。ロレンスら商人の話題になる強大な商業国。1度の取引で金貨数千枚を稼ぐようになり、この国の皇帝御用達となることが「大商人への黄金の道」とされている。

### その他
商人
農民や職人などの「その土地のみに生きる人たち」と対極をなす自由な存在。市街地に店舗を構えて顧客が来るのを待つ町商人と、各地を巡り顧客のもとへ出向いて商売をする行商人に大別される。
商会
町商人が行う商業体制の1つ。取扱い商品が厳格に決められている一般の商店と違い、扱える商品はかなり幅がある。商会の規模は世界各国に支店を持って複数の幹部による合議制から一人で切り盛りするものまでさまざま。
商業組合
同郷の行商人による互助組織。それぞれの都市に支部ともいえる会館があり、寄付金を収めることによってその庇護を受けることができる。
組合が取引や身分を保障するため、組合に所属していると大きな信用を後ろ盾にでき、巨額の取引でも組合が発行する証書を持っていく事で相手に舐められず、商売がやりやすくなる。
神の目に等しい強力な情報網、豊富な資金と権力者との結びつきもあり一国を凌ぐ力を持つ事もある。そのため組合への攻撃、裏切り、借金の踏み倒しは国を相手に戦争を仕掛けるのと同じであるとされる。
ロレンスはローエン商業組合に所属している。
公証人
商人そのものではないが、一定規模の商取引を行うには不可欠な存在。「誰と誰が、こんな契約を交わした」ということを公式に認める人。大きな町には町の支配者が認める公証人が必ずいるとされる。

正教会
唯一神教（正教）を説き、超国家的な権力を有する排他的宗教集団。その信徒を正教徒と称する。ワインを神の血と呼び、商業を疎んじ、教皇が存在し、聖典に「蛇は人を堕落させるもの」と書かれているなど、教えや慣習はキリスト教と酷似しており、カトリックがモデルとなっている。絶対王政を確立しつつある各国家権力の伸張により圧迫を受け、教会税の徴収が悪化するなど権威に陰りが見えており、異教徒討伐や悪魔憑きの取締りを強化するなど、威信回復につとめている。
巡礼路
かつての聖人が巡礼のために通った道。聖人路とも呼ばれる。聖人の足跡をたどるために修行中の聖職者や市井の巡礼者が通ることが多いため、巡礼者たちが落とす金を目当てに領主が道を整備することがあり、治安も良い。商人も験担ぎなどで巡礼路を回ることが多い。
羊飼い
自前の、あるいは委託された羊を育成することを生業とする人たち。「神は信徒の羊飼いである」という教義により、羊の養育を任せている教会勢力も多い。
独自のコミュニティにより排他的性質をもち、町の人たちからは嫌悪される。一方で、旅の途中で羊飼いに出会い、所定の作法で祈りの言葉を捧げてもらうと大地の精霊の加護を受けて道中の安全が保証されると言われているため、旅人にとっては幸運をもたらす存在でもある。
北の大遠征
毎年真冬の時期に、リュビンハイゲンから北の異教徒の地へ行われる遠征。聖人リュビンハイゲンの誕生日に合わせて行われる記念行事的なものだが、大司教や南の大帝国の皇族、傭兵や各国の王宮騎士団も参加する大遠征であるため、周辺地域の経済に大きく関わっている。モデルはドイツ騎士団が行った異教徒討伐。
桃の蜂蜜漬け
ホロが求めてやまない究極の美味の1つ。冬に備えて作られる漬物の一種で梨やリンゴで作られるものもある。貴族や金持ちのために少量作られるのみで、市場に出回ることはまずないとされる。
月を狩る熊
ホロの故郷を滅ぼした巨大な白い熊。正式な名前はイラワ・ウィル・ムヘッドヘンドと発音するらしい。ある書物には、凶暴な性格で逆らう者には容赦せず、各地を回って神と呼ばれているものと戦い殺していった、と記されていた。「テゥペロヴァンの大海蛇」との戦いを最後（結末は記されていない）に伝承から姿を消す。
ルウィック同盟
大陸北部を勢力下に置く、世界最強と謳われる経済同盟。18の地域と23の職業組合が手を結び、30の貴族を後ろ盾にした10の大商会が統べている。緑地に月と盾の紋章旗を掲げている。

## 作風
本作の舞台は12世紀から15世紀のドイツ北部から北欧をイメージしているが、イタリアの雰囲気も混在していることから、見る人によっては疑問に感じる点もあると支倉は述べている。作中に登場する食べ物については非常に注意しながら書いており、例えば甘いものについては史実との辻褄を合わせるために「果物のはちみつ漬け」以外は出せないと述べている。
支倉は「会話を出来るだけ面白くする」ということを意識して執筆しており、キャラクターの設定についても何かの意図を持って考えたというよりも、会話ありきで書いていたら勝手に設定が出来上がっていった。また、本作ではホロの力があまりに強いために、支倉もどうすればなるべくホロに頼らずに物語を着地させることができるのかについては苦労する点であるという。
本作は商売における利益と損失で勝ち負けが決まるという明確なルールがあり、読者にもわかりやすくなっている。これについて支倉自身は以下のように述べている。

## 制作背景
支倉は本作の刊行開始（2006年2月）から約4年前に読んだ『金と香辛料―中世における実業家の誕生』（ジャン・ファヴィエの中世経済史書）から物語の着想を得ており、『狼と香辛料』というタイトルもこの書籍に由来する。以前は「哲学的」「運命的」なものに興味があり、それを題材とするために世界観が合うSFモノばかり執筆していたが、なかなか上手くいかずにSFモノの執筆は断念し、その後過去に読んだ中世ヨーロッパの資料を使ってみようと思い書き上げたのが本作であった。

## 評価
『このライトノベルがすごい!』（宝島社）の「作品（シリーズ）部門ランキング」では、2007年版で1位、2008年版・2009年版で共に5位にランクインした。
また、本作は、ライトノベル作品としては珍しく、経済史や商取引の世界に踏み込んだ作品としても評価されている。文芸評論家の榎本秋も普通のファンタジー作品では見られない社会システムや文化、経済に注目したストーリーであり非常に興味深いと述べている。ゲームライター・編集者の石井ぜんじは本作が刊行される以前はライトノベルを通して知識・教養を得られる機会が殆どなく、その点言えば本作はライトノベルの新たな可能性を示す作品になったと述べている。

## 既刊一覧

### 小説
1 - 17巻は、2024年3月から新カバー版に切り替わった。旧カバーではタイトル下に「Merchant meats spicy wolf」という英題がついていた。
| 巻数 | タイトル                       | 初版発行日     | 発売日         | ISBN              |
| ---- | ------------------------------ | -------------- | -------------- | ----------------- |
| 1    | 狼と香辛料                     | 2006年2月25日  | 2006年2月10日  | 4-8402-3302-0     |
| 2    | 狼と香辛料II                   | 2006年6月25日  | 2006年6月10日  | 4-8402-3451-5     |
| 3    | 狼と香辛料III                  | 2006年10月25日 | 2006年10月10日 | 4-8402-3588-0     |
| 4    | 狼と香辛料IV                   | 2007年2月25日  | 2007年2月10日  | 978-4-8402-3723-9 |
| 5    | 狼と香辛料V                    | 2007年8月25日  | 2007年8月10日  | 978-4-8402-3933-2 |
| 6    | 狼と香辛料VI                   | 2007年12月25日 | 2007年12月10日 | 978-4-8402-4114-4 |
| 7    | 狼と香辛料VII Side Colors      | 2008年2月25日  | 2008年2月10日  | 978-4-8402-4169-4 |
| 8    | 狼と香辛料VIII 対立の町（上）  | 2008年5月10日  | 2008年5月10日  | 978-4-04-867068-5 |
| 9    | 狼と香辛料IX 対立の町（下）    | 2008年9月10日  | 2008年9月10日  | 978-4-04-867210-8 |
| 10   | 狼と香辛料X                    | 2009年2月10日  | 2009年2月10日  | 978-4-04-867522-2 |
| 11   | 狼と香辛料XI Side Colors II    | 2009年5月10日  | 2009年5月10日  | 978-4-04-867809-4 |
| 12   | 狼と香辛料XII                  | 2009年8月10日  | 2009年8月10日  | 978-4-04-867933-6 |
| 13   | 狼と香辛料XIII Side Colors III | 2009年11月10日 | 2009年11月10日 | 978-4-04-868140-7 |
| 14   | 狼と香辛料XIV                  | 2010年2月10日  | 2010年2月10日  | 978-4-04-868326-5 |
| 15   | 狼と香辛料XV 太陽の金貨〈上〉  | 2010年9月10日  | 2010年9月10日  | 978-4-04-868829-1 |
| 16   | 狼と香辛料XVI 太陽の金貨〈下〉 | 2011年2月10日  | 2011年2月10日  | 978-4-04-870265-2 |
| 17   | 狼と香辛料XVII Epilogue        | 2011年7月10日  | 2011年7月10日  | 978-4-04-870685-8 |
| 18   | 狼と香辛料XVIII Spring Log     | 2016年9月10日  | 2016年9月10日  | 978-4-04-892355-2 |
| 19   | 狼と香辛料XIX Spring LogII     | 2017年5月10日  | 2017年5月10日  | 978-4-04-892891-5 |
| 20   | 狼と香辛料XX Spring LogIII     | 2018年2月10日  | 2018年2月10日  | 978-4-04-893619-4 |
| 21   | 狼と香辛料XXI Spring LogIV     | 2019年1月10日  | 2019年1月10日  | 978-4-04-912200-8 |
| 22   | 狼と香辛料XXII Spring LogV     | 2019年12月10日 | 2019年12月10日 | 978-4-04-912904-5 |
| 23   | 狼と香辛料XXIII Spring LogVI   | 2021年9月10日  | 2021年9月10日  | 978-4-04-913942-6 |
| 24   | 狼と香辛料XXIV Spring LogVII   |                | 2023年1月7日   | 978-4-04-914819-0 |

### 漫画
電撃コミックスで刊行後、2024年4月からサイズとカバーイラストを変更した愛蔵版が新たに単行本として刊行された。
| 巻数 | タイトル        | 初版発行日     | 発売日         | ISBN              |
| ---- | --------------- | -------------- | -------------- | ----------------- |
| 1    | 狼と香辛料 I    | 2008年4月15日  | 2008年3月27日  | 978-4-8402-4254-7 |
| 2    | 狼と香辛料 II   | 2009年1月27日  | 2009年1月27日  | 978-4-04-867559-8 |
| 3    | 狼と香辛料 III  | 2009年7月27日  | 2009年7月27日  | 978-4-04-867963-3 |
| 4    | 狼と香辛料 IV   |                | 2010年3月27日  | 978-4-04-868516-0 |
| 5    | 狼と香辛料 V    |                | 2010年10月27日 | 978-4-04-868921-2 |
| 6    | 狼と香辛料 VI   | 2011年3月26日  | 2011年4月4日   | 978-4-04-870500-4 |
| 7    | 狼と香辛料 VII  | 2012年2月27日  | 2012年2月27日  | 978-4-04-886294-3 |
| 8    | 狼と香辛料 VIII | 2012年10月27日 | 2012年10月27日 | 978-4-04-891051-4 |
| 9    | 狼と香辛料 Ⅸ    |                | 2013年8月27日  | 978-4-04-891839-8 |
| 10   | 狼と香辛料 X    | 2014年4月26日  | 2014年4月26日  | 978-4-04-866488-2 |
| 11   | 狼と香辛料 XI   |                | 2014年12月20日 | 978-4-04-869054-6 |
| 12   | 狼と香辛料 XII  |                | 2015年8月27日  | 978-4-04-865172-1 |
| 13   | 狼と香辛料 XIII |                | 2016年2月27日  | 978-4-04-865725-9 |
| 14   | 狼と香辛料 XIV  |                | 2016年9月27日  | 978-4-04-892341-5 |
| 15   | 狼と香辛料 XV   |                | 2017年5月27日  | 978-4-04-892911-0 |
| 16   | 狼と香辛料 XVI  |                | 2018年2月27日  | 978-4-04-893596-8 |

| 巻数 | タイトル            | 発売日         | ISBN              |
| ---- | ------------------- | -------------- | ----------------- |
| 1    | 狼と香辛料 愛蔵版 1 | 2024年4月26日  | 978-4-04-915722-2 |
| 2    | 狼と香辛料 愛蔵版 2 | 2024年5月27日  | 978-4-04-915723-9 |
| 3    | 狼と香辛料 愛蔵版 3 | 2024年6月27日  | 978-4-04-915724-6 |
| 4    | 狼と香辛料 愛蔵版 4 | 2024年7月26日  | 978-4-04-915725-3 |
| 5    | 狼と香辛料 愛蔵版 5 | 2024年8月27日  | 978-4-04-915726-0 |
| 6    | 狼と香辛料 愛蔵版 6 | 2024年9月27日  | 978-4-04-915727-7 |
| 7    | 狼と香辛料 愛蔵版 7 | 2024年10月25日 | 978-4-04-915728-4 |
| 8    | 狼と香辛料 愛蔵版 8 | 2024年11月27日 | 978-4-04-915729-1 |

### 関連書籍
|                  |                                              | 初版発行日     | 発売日         | ISBN              |
| ---------------- | -------------------------------------------- | -------------- | -------------- | ----------------- |
| ガイドブック     | 狼と香辛料ノ全テ                             | 2008年12月10日 | 2008年12月10日 | 978-4-04-867483-6 |
| ビジュアルノベル | 狼と香辛料 狼と金の麦穂                      |                | 2009年4月30日  | 978-4-04-867793-6 |
| アンソロジー     | 狼と香辛料 電撃コミックアンソロジー          |                | 2009年9月26日  | 978-4-04-868035-6 |
| 画集             | 文倉十画集 狼と香辛料                        |                | 2011年7月30日  | 978-4-04-870648-3 |
| 画集             | 小梅けいと画集 狼と香辛料〜十年目の林檎酒〜  |                | 2017年3月10日  | 978-4-04-892653-9 |
| ビジネス書       | 『狼と香辛料』で面白いほどわかるお金のしくみ |                | 2014年12月22日 | 978-4-04-600222-8 |

## ゲーム
狼と香辛料 ボクとホロの一年
2008年6月26日にアスキー・メディアワークスより発売されたニンテンドーDS用ソフト。ジャンルは恋愛&行商シミュレーションゲーム。CERO：B（12才以上対象）。ファミ通1020号の40点満点のクロスレビューでは29点と評価された。
ロレンスは登場せず、プレイヤーはオリジナルの行商人として、1年間の期間限定でホロとの旅路を行く。アニス・ハイゼン（声：後藤邑子）、グスタ（声：中博史）、ランドル・シュミット（声：福山潤）、ロウメス（声：鳥海勝美）などのオリジナルキャラクターが登場する。同年には電撃モバイルにてdocomo版、SoftBank版、au版の順に本作を配信。（また、同サイトでは本作のほかにミニゲーム「ホロの峠下り」「ロレンスの宝探し」を公開。）行商路で繋がれたマップ上の町や村を行き来しながら破産しないように品物を売り買いして稼ぎつつ、同時にホロの故郷の手掛かりを探していく。本作でのホロの故郷はかつて「古狼の森」と呼ばれていたが現在は異なる呼び名に変わっていて一見それとは分からなくなっており、登場する三人の年代記作家の誰から情報を得たかによって三ヶ所の候補の中からそれぞれ異なる場所に固定される。
主題歌「隣にいるよ」
作詞 - 平野ハイジ / 作曲 - 相澤大 / 編曲 - 凸 / 歌 - ホロ（小清水亜美）
オリジナルキャラクダー
ボク
プレイヤーが操作する主人公。憧れの荷馬車を手に入れようと徒歩の行商で金策に励んでいる若い商人。偶然に「売主の故郷を探し出し売主を無事にそこまで送り届ける」「金があっても売るかどうかは売主が人柄を見て決める」という奇妙な条件付きながら格安で売りに出されていた荷馬車を見つけ、売主の不思議な少女ホロに気に入られてこれを購入、彼女と旅をすることになる。ゲームの進行によっては、辿り着いたホロの故郷で彼女と夫婦になる場合もある。

狼と香辛料 ホロじっく
NTTドコモのFOMA携帯電話向けiアプリ。開発は株式会社ウインライトで、配信元 - 萌きゅあっと、アニメTVモバイル。原画はここまひが担当。
プレイヤーはロレンスとして旅先で出逢うホロ、ゼーレン、クロエらによって出題されるパズルを解くことによりゲームが進行する。本編で各キャラクターが出題するパズルを全て解くとそのキャラクターは「フリーモード」に登場し、新しいパズル問題が追加される。また、キャラクターをクリアする毎にアニメの1シーンを撮影した画像が「アルバム」に出現し、それを待ち受け画像としてダウンロードできる。
狼と香辛料 海を渡る風
2009年9月17日発売アスキー・メディアワークスより発売されたニンテンドーDS用ソフト。ジャンルは恋愛&行商シミュレーションゲーム。CERO：B（12才以上対象）。ファミ通1084号の40点満点のクロスレビューでは29点と評価された。
プレイヤーはロレンスとしてホロともう1人のヒロインと共に北を目指して旅をする。2巻に登場したノーラの他、新ヒロインとして文倉十原案のオリジナルヒロイン、ルカ（声：斎藤千和）が登場する。
狼と香辛料VR / 狼と香辛料VR2
SpicyTailsとジェムドロップによるVRアニメーション作品。2019年6月3日（北米時間）に『狼と香辛料VR』のSteam・Oculus Rift・Oculus Go・HTC Vive版が、2019年9月5日にPlayStation VR・Nintendo Switch版が発売。 CERO：A（全年齢対象）。
2018年7月16日にSpicy TailsのTwitterアカウントにて制作開始が発表。同年11月から翌2019年1月の期間にCAMPFIREとKickstarterを通じたクラウドファンディングが実施され、各800万円の目標金額に対し合計7000万円以上の資金が集められた。
2019年8月29日には『狼と香辛料VR 2』の制作が発表され、2020年12月10日にSteam・Oculus Store・My Nintendo™ Store、2021年2月4日にPlayStation™ Store、2021年4月15日にAppLab（Oculus Quest 1&2）から発売。

### 客演・コラボレーション
電撃学園RPG Cross of Venus
2009年3月19日にアスキー・メディアワークスより発売されたニンテンドーDS用ソフト。ジャンルは学園アクションRPG。
電撃文庫15周年記念作品。ホロとロレンスが購買部として出演し、ゲーム中に登場する消費（回復など）アイテムも本作からの出典が大半を占める。ホロは召喚カードとしても登場する。
絶対ヒーロー改造計画
2010年3月11日に日本一ソフトウェアより発売されたPlayStation Portable用ソフト。
電撃文庫全体とのコラボレーションで本作からはホロのコスチュームが登場する。
魔界戦記ディスガイア4
2011年2月24日に日本一ソフトウェアより発売されたPlayStation 3用ソフト。
ホロによる魔法の演出が登場する。
嫁コレ
HEROZのスマートフォン用ゲーム。2012年5月1日にホロが登場している。
百年戦記 ユーロ・ヒストリア　
カプコンのブラウザゲーム。
電撃文庫作品とのコラボの第1弾として、2014年3月13日から3月27日にかけてホロがイベントに登場した。
電撃文庫 FIGHTING CLIMAX
2014年3月18日から稼働しているセガのアーケードゲーム。ジャンルは2D対戦格闘。
電撃文庫のキャラクターが登場する格闘ゲームで、本作からはホロがサポートキャラクターとして登場。
とある魔術の禁書目録 頂点決戦II
HEROZの携帯電話用ソーシャルゲーム。
2016年6月13日から6月19日にかけてロレンスとホロがイベントとカードとして登場した。
ねじ巻き精霊戦記 天鏡のアルデラミン ROAD OF ROYAL KNIGHTS　
KADOKAWAのスマートフォン用ゲーム。
2017年8月22日から9月4日にかけてロレンスとホロがイベントとカードとして登場した。
三国志大戦
セガ・インタラクティブのアーケードゲーム。
2018年10月より本作のホロをモデルにした盧氏が登場している。声はアニメと同じく小清水亜美。

## ASMR
『狼と香辛料 ASMR』が、2024年11月22日にデータ販売された。小清水亜美（ホロ 役）の声を収録している。